# Jiříkov (okres Bruntál)
Obec Jiříkov (německy Girsig) se nachází v okrese Bruntál v Moravskoslezském kraji, zhruba 9 km jižně od Rýmařova a 20 km jihozápadně od Bruntálu. Žije zde 337 obyvatel. Jiříkov leží v severozápadním cípu Nízkého Jeseníku.

## Historie

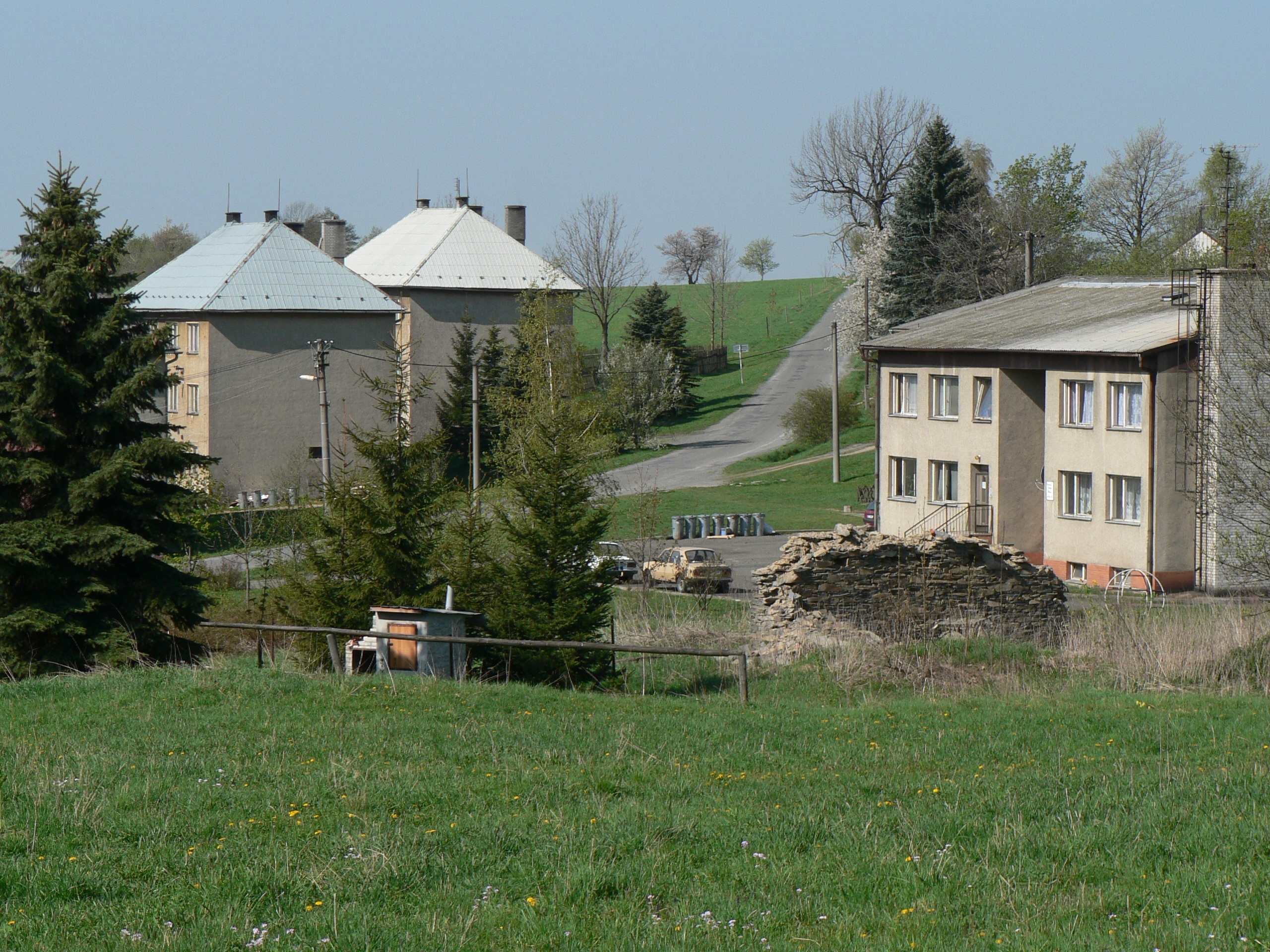
Nová zástavba na severu obce

První písemná zmínka o obci pochází z roku 1264. Jiříkov vznikl zřejmě v rámci kolonizační činnosti olomouckého biskupa Bruna ze Schauenburku. Roku 1494 patřil k sovineckému panství. Z původní řadové zástavby zůstaly po roce 1945 jen ojedinělé domy, dnes jsou zde především novostavby v severní části historické obce. Jiříkov měl ve znaku vždy svatého Jiří.

### Vývoj počtu obyvatel
Počet obyvatel celé obce Jiříkov podle sčítání nebo jiných úředních záznamů:

| Rok            | 1869 | 1880 | 1890 | 1900 | 1910 | 1921 | 1930 | 1950 | 1961 | 1970 | 1980 | 1991 | 2001 | 2011 | 2021 |
| -------------- | ---- | ---- | ---- | ---- | ---- | ---- | ---- | ---- | ---- | ---- | ---- | ---- | ---- | ---- | ---- |
| Počet obyvatel | 1781 | 1796 | 1697 | 1503 | 1383 | 1335 | 1282 | 640  | 544  | 397  | 392  | 316  | 304  | 262  | 311  |

1. ↑  z toho: 9 Čechoslováků, 1262 Němců; 1273 řím. kat., 2 evang., 1 izrael., 3 bez vyzn.
2. ↑  z toho: 269 Čechů, Moravanů a Slezanů, 33 Slováků; 100 řím. kat., 4 evang., 172 bez vyzn.

V celé obci Jiříkov je evidováno 210 adres: 170 čísel popisných (trvalé objekty) a 40 čísel evidenčních (dočasné či rekreační objekty). Při sčítání lidu roku 2001 zde bylo napočteno 158 domů, z toho 73 trvale obydlených.
Počet obyvatel samotného Jiříkova podle sčítání nebo jiných úředních záznamů:  

| Rok            | 1869 | 1880 | 1890 | 1900 | 1910 | 1921 | 1930 | 1950 | 1961 | 1970 | 1980 | 1991 | 2001 |
| -------------- | ---- | ---- | ---- | ---- | ---- | ---- | ---- | ---- | ---- | ---- | ---- | ---- | ---- |
| Počet obyvatel | 414  | 453  | 437  | 405  | 404  | 378  | 333  | 241  | 158  | 136  | 160  | 144  | 182  |

1. ↑  z toho místní část Hutdörfel 29
2. ↑  všichni Němci a římští katolíci

V samotném Jiříkově je evidováno 48 adres: 45 čísel popisných (trvalé objekty) a 3 čísla evidenční (dočasné či rekreační objekty). Při sčítání lidu roku 2001 zde bylo napočteno 38 domů, z toho 27 trvale obydlených.

## Kulturní památky
- kostel sv. Michaela archanděla z roku 1787, s jádrem věže ze starší stavby (z roku 1605)[14]

## Jiříkov v kultuře
Obec Jiříkov a její obyvatelé hrají hlavní roli ve filmu Bohdana Slámy Divoké včely.

## Části obce
Části obce Jiříkov (údaje ze sčítání lidu 2011; celkem tehdy 158 domů a 262 obyvatel)
- Jiříkov (k. ú. Jiříkov u Rýmařova o rozloze 7,56 km²; 38 domů, 155 obyvatel)
- Kněžpole (k. ú. Kněžpole o rozloze 3,55 km²; 24 domů, 23 obyvatel)
- Křížov (k. ú. Křížov u Sovince o rozloze 3,44 km²; 24 domů, 24 obyvatel)
- Sovinec (k. ú. Sovinec o rozloze 5,05 km²; 41 domů, 30 obyvatel; včetně osady Valšovský Důl)
- Těchanov (k. ú. Těchanov o rozloze 15,67 km²; 31 domů, 30 obyvatel)

## Galerie

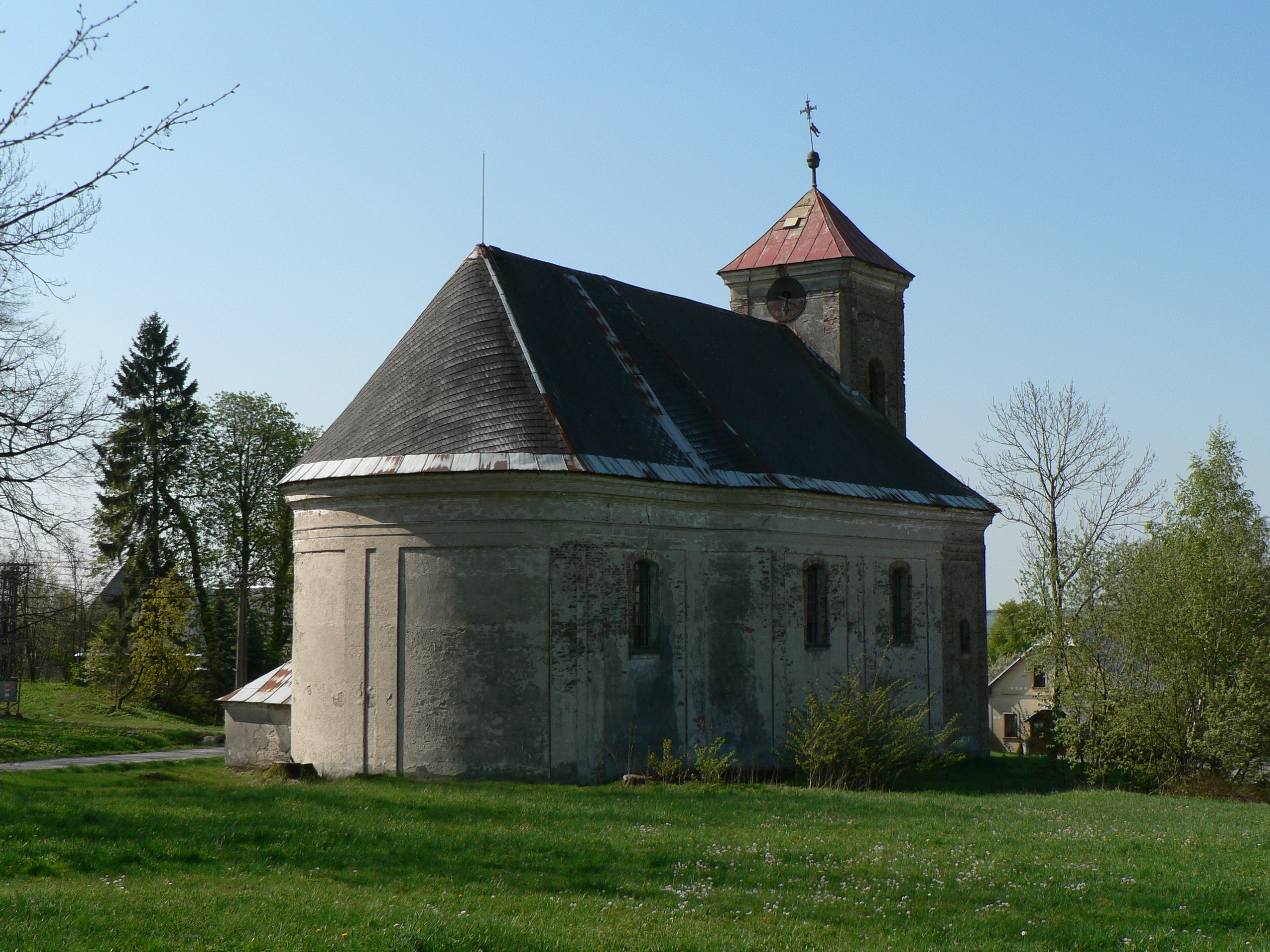
Kostel sv. Michaela archanděla
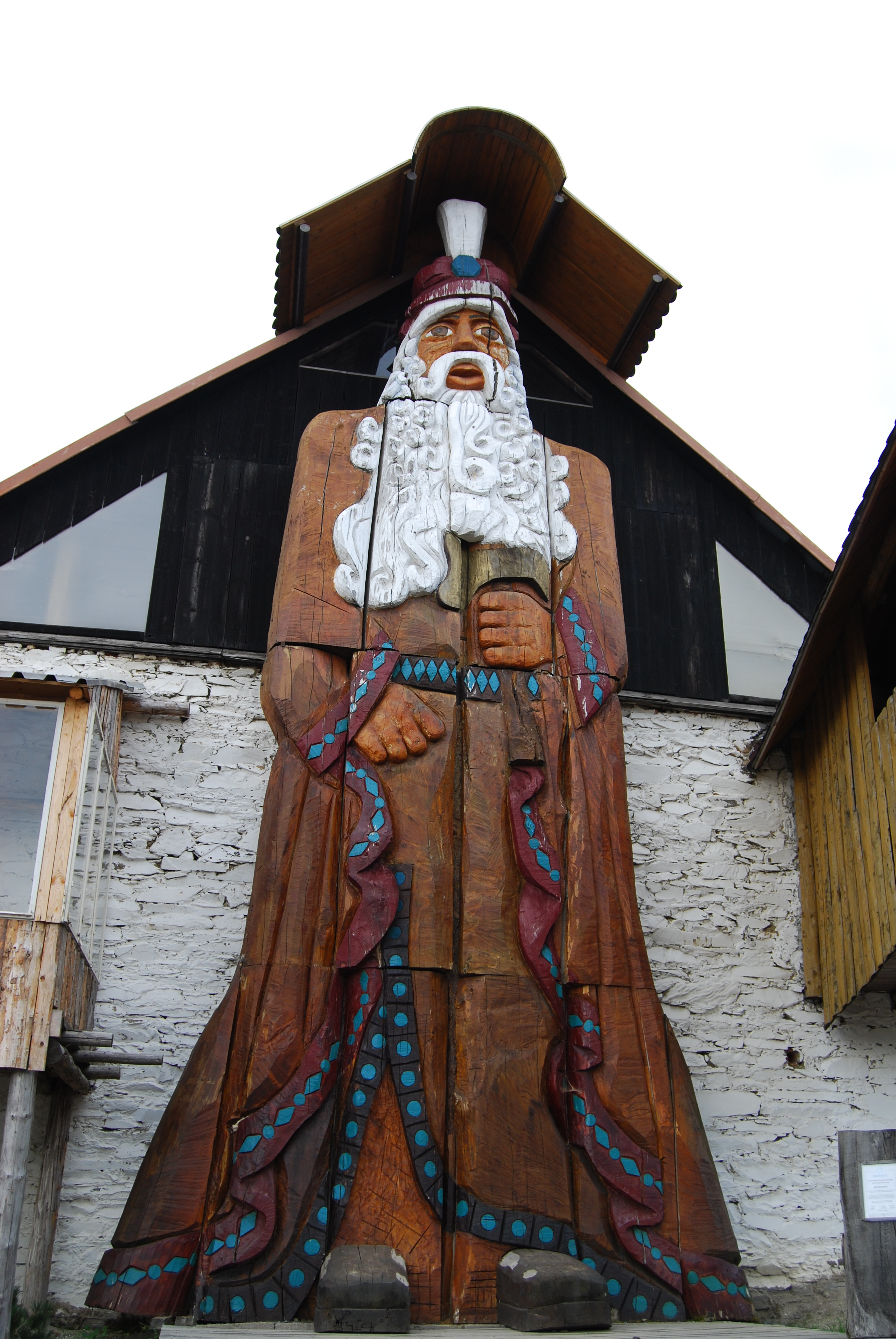
Pradědova galerie U Halouzků
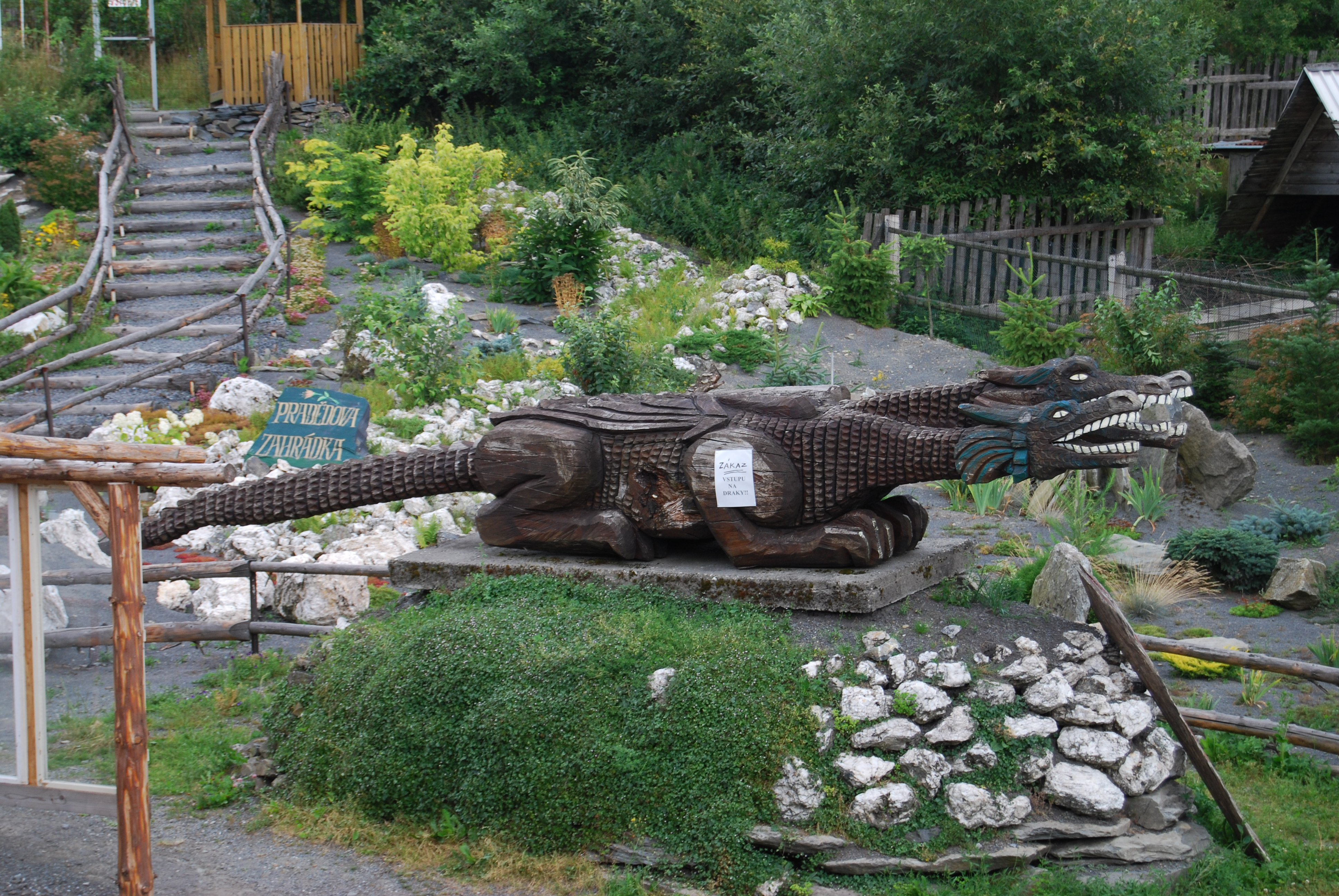
Pradědova galerie U Halouzků
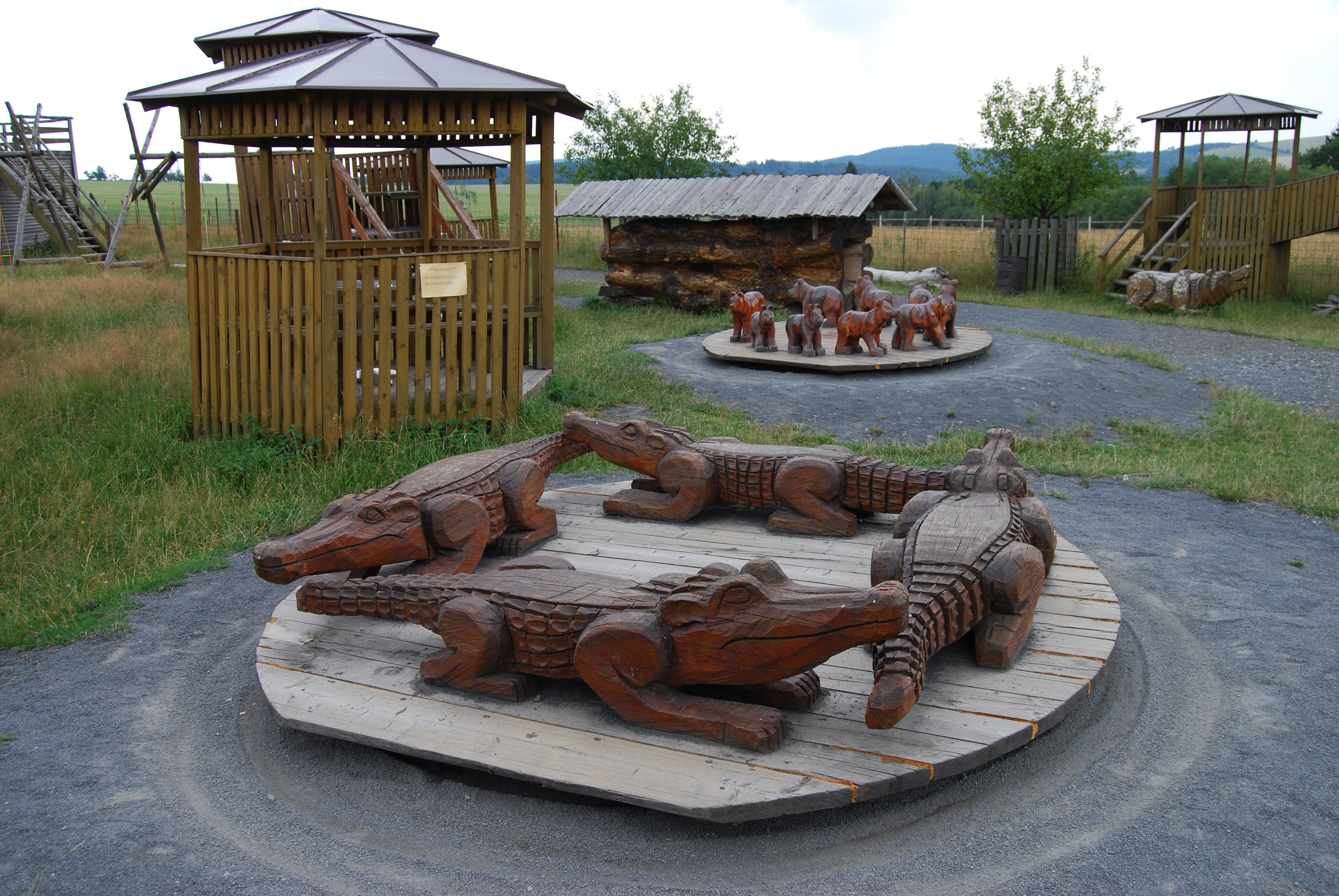
Pradědova galerie U Halouzků